# Lozane
Pour les articles ayant des titres homophones, voir Lausanne et Lozanne.
Lozane (en serbe cyrillique : Лозане) est un village de Serbie situé dans la municipalité de Bojnik, district de Jablanica. Au recensement de 2011, il comptait 28 habitants.

## Démographie
| 1948 | 1953 | 1961 | 1971 | 1981 | 1991 | 2002 | 2011 |
| ---- | ---- | ---- | ---- | ---- | ---- | ---- | ---- |
| 443  | 478  | 374  | 248  | 169  | 84   | 49   | 28   |

|  |